# World Games 2025/Flossenschwimmen
Bei den World Games 2025 in Chengdu wurden vom 10. bis 11. August 16 Wettbewerbe im Flossenschwimmen ausgetragen. Austragungsort war das Natatorium der Chengdu Sport University auf dem Sancha Lake Campus.

## Bilanz

### Medaillenspiegel
| Platz  | Land                           | Gold | Silber | Bronze | Gesamt |
| ------ | ------------------------------ | ---- | ------ | ------ | ------ |
| 1      | Ungarn                         | 5    | 3      | 1      | 9      |
| 2      | Deutschland                    | 3    | 3      | –      | 6      |
| 3      | Ukraine                        | 2    | 4      | 4      | 10     |
| 4      | China                          | 2    | 1      | 1      | 4      |
| –      | Individuelle Neutrale Athleten | 2    | –      | 4      | 6      |
| 5      | Südkorea                       | 1    | 1      | 2      | 4      |
| 6      | Polen                          | 1    | 1      | –      | 2      |
| 7      | Kolumbien                      | –    | 2      | 2      | 4      |
| 8      | Chinesisch Taipeh              | –    | 1      | –      | 1      |
| 9      | Ägypten                        | –    | –      | 1      | 1      |
| 9      | Italien                        | –    | –      | 1      | 1      |
| Gesamt | Gesamt                         | 16   | 16     | 16     | 48     |

### Medaillengewinner
Männer
| Disziplin          | Gold                                                                 | Silber                                                                             | Bronze                                                            |
| ------------------ | -------------------------------------------------------------------- | ---------------------------------------------------------------------------------- | ----------------------------------------------------------------- |
| 50 m Tauchen       | Shin Myeong-jun (KOR)                                                | Max Poschardt (GER)                                                                | Zhang Siqian (CHN)                                                |
| 100 m              | Max Poschardt (GER)                                                  | Justus Mörstedt (GER)                                                              | Tarek Hassan (EGY)                                                |
| 200 m              | Nándor Kiss (HUN)                                                    | Justus Mörstedt (GER)                                                              | Juan Ocampo (COL)                                                 |
| 400 m              | Nándor Kiss (HUN)                                                    | Oleksij Sacharow (UKR)                                                             | István Mozsár (HUN)                                               |
| 50 m Doppelflosse  | Szebasztián Szabó (HUN)                                              | Szymon Kropidłowski (POL)                                                          | Marco Orsi (ITA)                                                  |
| 100 m Doppelflosse | Szymon Kropidłowski (POL)                                            | Szebasztián Szabó (HUN)                                                            | Alexei Fedkin (AIN)                                               |
| 4 × 50 m           | DeutschlandMax Poschardt Niklas Loßner Justus Mörstedt Marek Leipold | UkraineSerhij Smischtschenko Oleksandr Kusmenko Dawyd Jelissjejew Oleksij Sacharow | KolumbienJuan Rodríguez Juan Duque Mauricio Fernández Juan Ocampo |
| 4 × 100 m          | DeutschlandMax Poschardt Niklas Loßner Justus Mörstedt Marek Leipold | UkraineSerhij Smischtschenko Oleksandr Kusmenko Dawyd Jelissjejew Oleksij Sacharow | SüdkoreaShin Myeong-jun Lee Dong-jin Jang Hyoung-ho Kwon Man-ho   |

Frauen
| Disziplin          | Gold                                               | Silber                                                               | Bronze                                                                                   |
| ------------------ | -------------------------------------------------- | -------------------------------------------------------------------- | ---------------------------------------------------------------------------------------- |
| 50 m Tauchen       | Diana Slissewa (AIN)                               | Seo Ui-jin (KOR)                                                     | Yoon Mi-ri (KOR)                                                                         |
| 100 m              | Diana Slissewa (AIN)                               | Hu Yaoyao (CHN)                                                      | Anastassija Makarenko (UKR)                                                              |
| 200 m              | Sofija Hretschko (UKR)                             | Lilla Blaszák (HUN)                                                  | Jekaterina Michailuschkina (AIN)                                                         |
| 400 m              | Sofija Hretschko (UKR)                             | Anna Jakowlewa (UKR)                                                 | Jelisaweta Kupressowa (AIN)                                                              |
| 50 m Doppelflosse  | Petra Senánszky (HUN)                              | Huang Mei-chien (TPE)                                                | Walerija Andrejewa (AIN)                                                                 |
| 100 m Doppelflosse | Petra Senánszky (HUN)                              | Dorottya Pernyész (HUN)                                              | Sofija Lamach (UKR)                                                                      |
| 4 × 50 m           | ChinaShu Chengjing Xu Yichuan Xie Wenmin Hu Yaoyao | KolumbienGrace Fernández Viviana Retamozo Diana Moreno Paula Aguirre | UkraineJelysaweta Hretschychina Sofija Hretschko Wiktorija Uwarowa Anastassija Makarenko |
| 4 × 100 m          | ChinaShu Chengjing Xu Yichuan Xie Wenmin Hu Yaoyao | KolumbienGrace Fernández Viviana Retamozo Diana Moreno Paula Aguirre | UkraineJelysaweta Hretschychina Sofija Hretschko Wiktorija Uwarowa Anastassija Makarenko |